# Mukō
Mukō (向日市, Mukō-shi) est une ville située dans la préfecture de Kyoto, au Japon.

## Géographie

Localisation de Mukō dans la préfecture de Kyoto.

### Situation
Mukō est située dans le sud de la préfecture de Kyoto, entre les villes de Kyoto et Nagaokakyō.

### Démographie
En avril 2024, la population de la ville de Mukō était de 55 916 habitants répartis sur une superficie de 7,72 km2.

## Histoire
À la fin du VIIIe siècle, l'empereur Kammu a déplacé la capitale du Japon de Nara à Nagaoka-kyō. La nouvelle capitale englobait une grande partie de l'actuelle Mukō où se situe le palais. En 794, en raison de l'humidité et des maladies qui s'y développaient, Kammu déplaçait la capitale de Nagaoka à Heian, maintenant connue sous le nom de Kyoto.
Le bourg moderne de Mukō a été créé le 1er avril 1889. Il obtient le statut de ville le 1er octobre 1972.

## Politique
Le conseil municipal est composé de 24 élus. Depuis 2007, le Parti communiste japonais a une forte influence dans la politique locale, avec huit membres au conseil municipal.

## Transports
Mukō est desservie par la ligne JR Kyoto de la JR West à la gare de Mukōmachi, ainsi que par la ligne Hankyu Kyoto de la compagnie privée Hankyu.

## Jumelages
Mukō est jumelée avec :
- Saratoga (États-Unis) depuis 1983
- Hangzhou (Chine)